# Wielki kryzys
Treść tego artykułu może nie być zgodna z zasadami neutralnego punktu widzenia.
Dokładniejsze informacje o tym, co należy poprawić, być może znajdują się w dyskusji tego artykułu.
 Po wyeliminowaniu niedoskonałości należy usunąć szablon {{Dopracować}} z tego artykułu.

Dochód na głowę w dolarach z 1996 z uwzględnieniem parytetu siły nabywczej. Trójkąty oznaczają momenty odejścia od standardów złota.

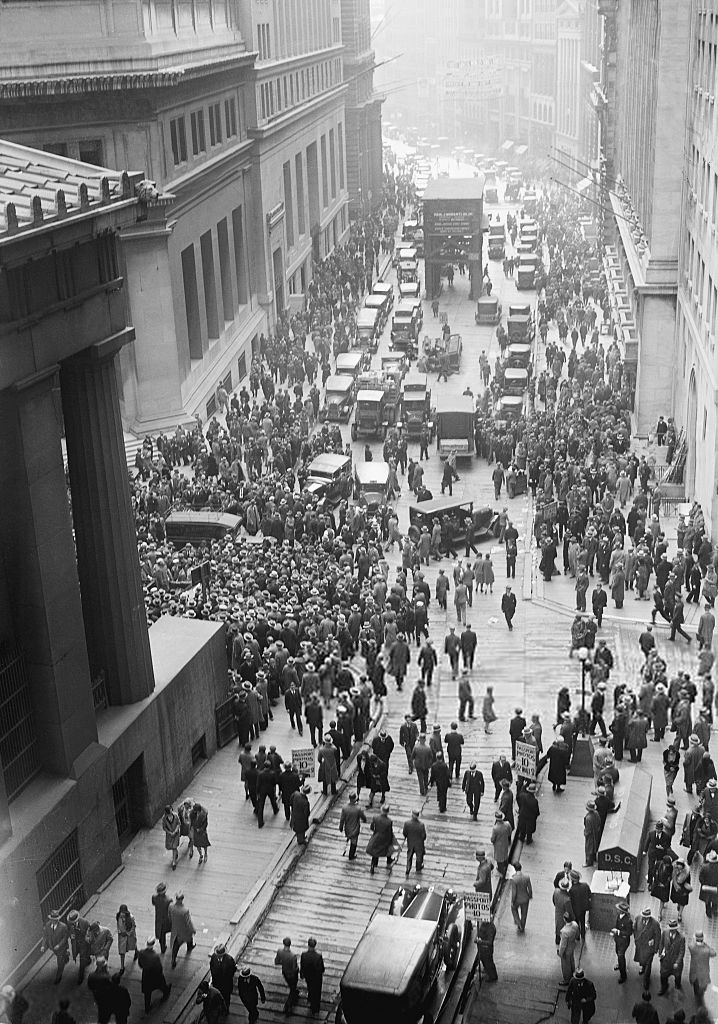
Tłum przed giełdą nowojorską w czasie krachu w 1929 r.

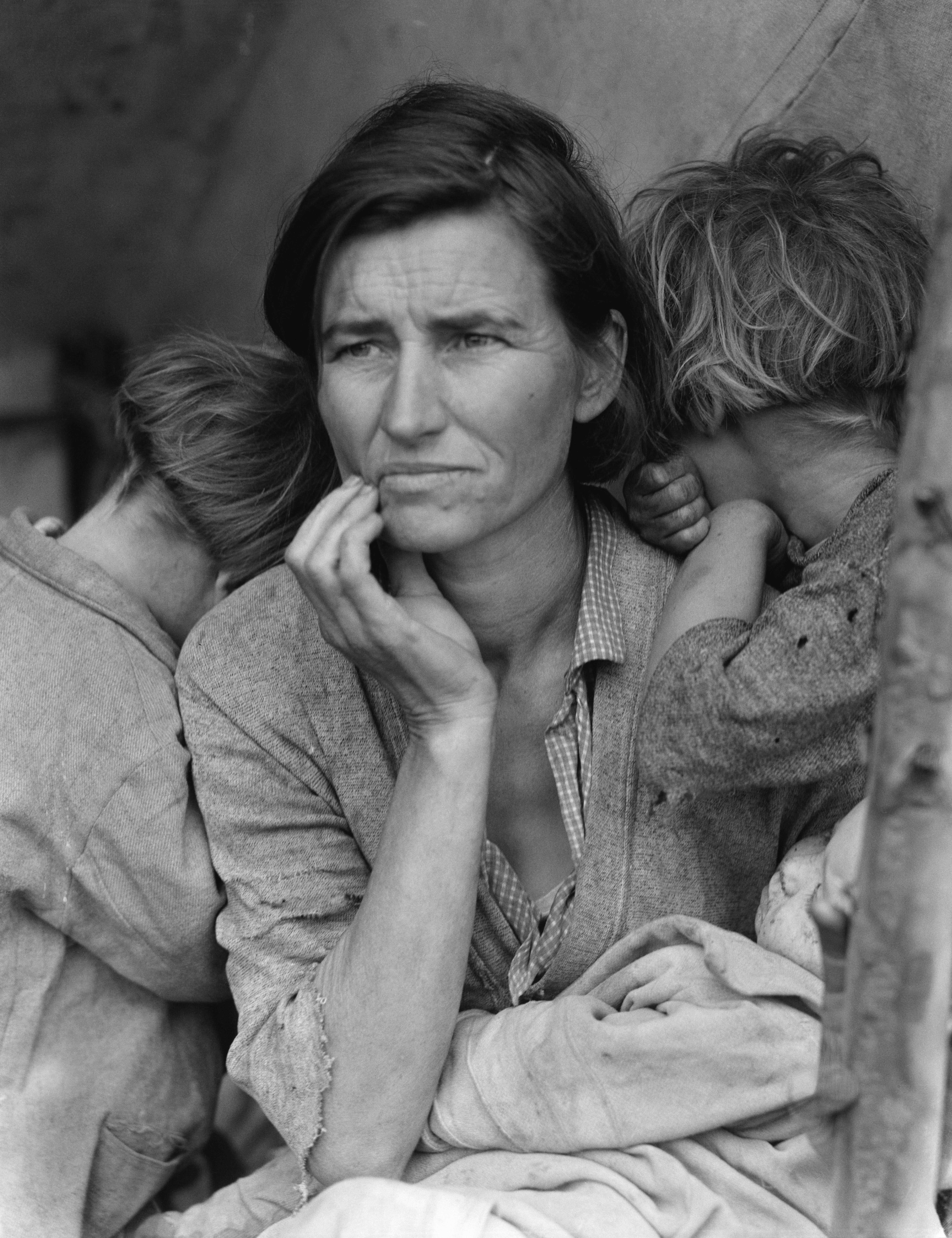
Dorothea Lange, Migrująca matka, 1936. Zdjęcie – jedno z wielu wykonanych przez Lange w czasie wielkiego kryzysu w celu dokumentacji ówczesnej sytuacji amerykańskiego społeczeństwa – przedstawia bezrobotną 32-letnią zbieraczkę grochu, matkę siedmiorga dzieci

Wielki kryzys (ang. Great Depression) – największy kryzys gospodarczy w historii kapitalizmu, który miał miejsce w latach 1929–1933 i objął praktycznie wszystkie kraje (oprócz ZSRR) oraz praktycznie wszystkie dziedziny gospodarki.
Tradycyjnie przyjmuje się, iż kryzys ujawnił się w Stanach Zjednoczonych, po tzw. czarnym czwartku (a według niektórych źródeł już kilka miesięcy wcześniej), czyli po tzw. panice na giełdzie nowojorskiej na Wall Street 24 października 1929, kiedy to, zgodnie z zachowanymi informacjami, gwałtownie spadły ceny praktycznie wszystkich akcji, pociągając za sobą łańcuch bankructw i zadłużenia, które rozprzestrzeniły się stopniowo na prawie wszystkie kraje (oprócz wspomnianego ZSRR). Skutkiem kryzysu była też utrata pracy przez miliony ludzi – w USA bezrobocie sięgnęło, według dostępnych danych, 1/3 siły roboczej. Spadek produkcji przemysłowej sięgnął w niektórych krajach 50% (Polska, USA), a szczególnie silnie odczuło kryzys rolnictwo. Wolumen handlu światowego zmalał z 3 mld (ówczesnych) dolarów w 1929 do mniej niż 1 mld w 1933. Poprawa sytuacji gospodarczej nastąpiła w 1933 roku.
Kryzys został pogłębiony i przedłużony przez wymienialność walut na złoto (standard złota). W przypadku waluty wymienialnej na złoto i wystąpienia deficytu handlowego, niezrównoważonego napływem kapitału z zagranicy, następował odpływ złota z rezerw banku centralnego. Aby zapobiec utracie rezerw bank centralny podnosił stopę procentową, co powodowało obniżenie podaży kredytu. W rezultacie kraje, które zdewaluowały swoje waluty w 1931 r., miały wyraźnie wyższą produkcję przemysłową w 1934 niż w 1929 – w ostatnim roku przed kryzysem. Kraje złotego bloku, do którego wchodziła Polska, miały produkcję przemysłową niższą o 22% niż przed kryzysem. W 1936 różnica ta wynosiła 41 punktów procentowych: odpowiednio 127% poziomu z 1929 w krajach po dewaluacji w 1931 i 86% w krajach złotego bloku.

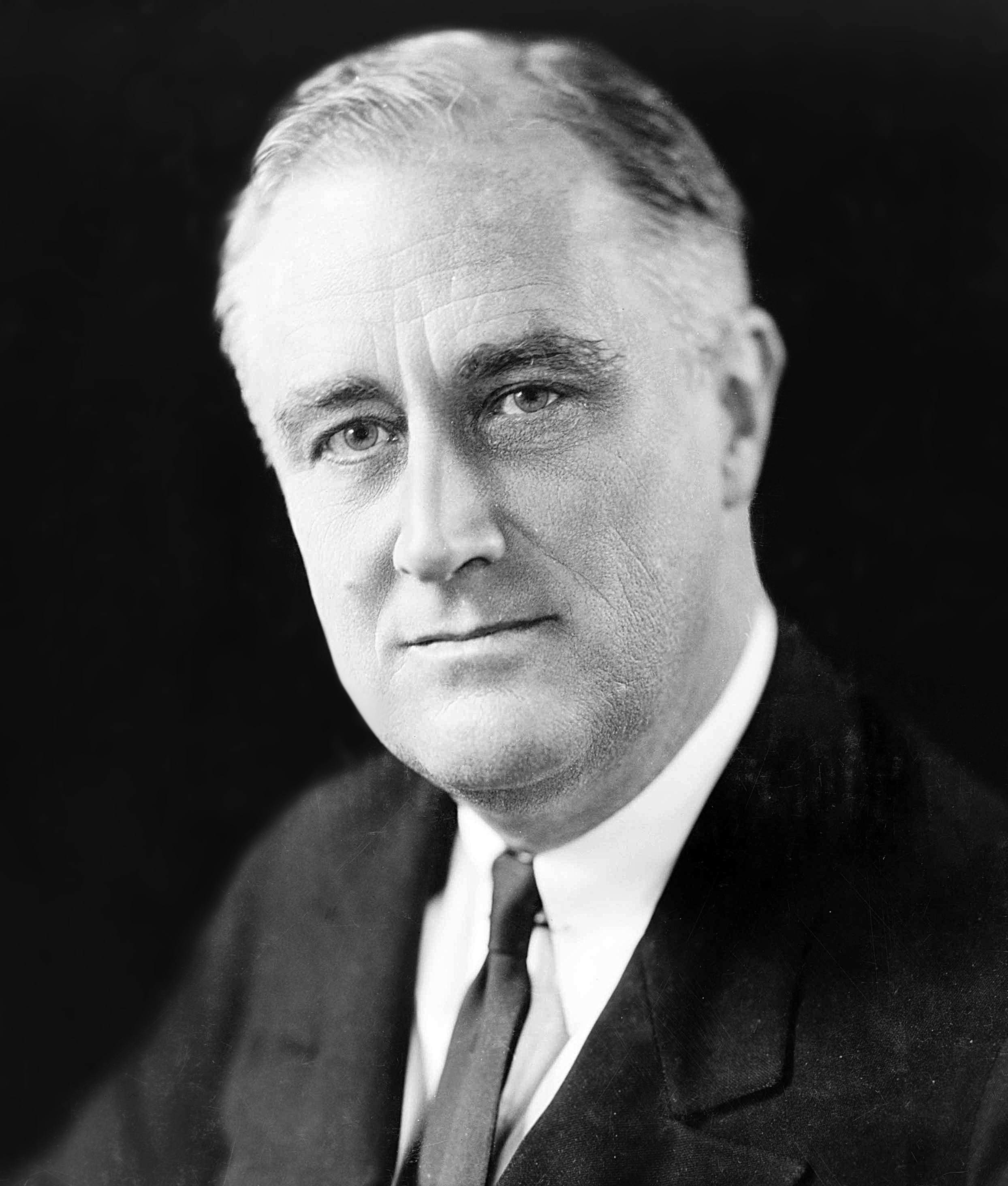
Prezydent Roosevelt w latach 1933–1939 – wprowadził program New Deal

Skutkiem wielkiego kryzysu, według oceny większości historyków, było m.in. dojście Hitlera do władzy w Niemczech, gdzie poziom bezrobocia przekroczył 30%. Kraje, które porzuciły wymienialność na złoto mogły prowadzić ekspansywną politykę monetarną i fiskalną, w sytuacji kryzysu bez niebezpieczeństwa inflacji, zwiększający popyt krajowy uruchamiający niewykorzystywane w kryzysie moce produkcyjne. W Stanach Zjednoczonych skutki kryzysu zostały złagodzone przez tzw. Nowy Ład Gospodarczy (ang. New Deal), czyli program reform ekonomiczno-społecznych (polegających na zatrudnianiu bezrobotnych w inwestycjach prowadzonych przez państwo) wprowadzonych w USA przez prezydenta Roosevelta w latach 1933–1939 – popularność zyskała wtedy doktryna ekonomiczna keynesizmu zakładająca interwencję państwa w gospodarce, która przez wiele lat dominowała potem w teorii i praktyce gospodarczej krajów kapitalistycznych.

## Geneza
Wybuch kryzysu był poprzedzony okresem niezwykle intensywnego wzrostu gospodarczego w USA i pozbawioną precedensu hossą na giełdzie. Po zakończeniu I wojny światowej kraje Europy były mocno zadłużone wobec USA, spłata zadłużenia generowała duże napływy kapitału do USA. Z drugiej strony USA inwestowały mocno w krajach europejskich (około 1 mld rocznie w latach 1919–1930), co sprawiło, że gospodarka Europy była bardzo mocno uzależniona od kondycji sektora finansowego w USA. W latach 20. mocno wzrósł poziom życia w USA. W okresie prezydentury Calvina Coolidge’a (1921–1929) pensje w Stanach rosły średnio o 3,4%. Amerykanie na masową skalę kupowali dobra luksusowe, takie jak samochody. W 1928 roku na USA przypadało 78% wszystkich samochodów na świecie, obywatele posiadali aż 21,6 mln samochodów osobowych i 3,6 mln ciężarówek.
Rozwojowi gospodarki towarzyszyła hossa na giełdzie. Akcje popularnych przedsiębiorstw, np. producentów samochodów mocno zyskiwały na wartości, przykładowo akcje spółki Chrysler zyskały 1300% w ciągu kilku lat, akcje producenta odbiorników radiowych Radio Corporation wzrosły z 1,50 $ w 1921 do 570 $ w 1929 roku. Indeks spółek notowanych na giełdzie w Nowym Jorku podwoił swoją wartość w przeciągu trzech lat przed wybuchem kryzysu. Ogromne wzrosty wartości akcji wzbudzały w inwestorach oczekiwanie, że każda spółka będzie rosła o kilkaset procent w krótkim czasie. Część inwestorów stosowała mechanizm dźwigni finansowej, czyli kupowała akcje na kredyt. Dawało to możliwość większych zysków, ale jednocześnie zwiększało ryzyko w razie spadków, zmuszało inwestorów do sprzedaży akcji w razie, gdy ich kurs spadł poniżej pewnego poziomu. W 1929 Amerykanie pożyczyli aż 9 mld dolarów na zakup akcji.
W październiku 1929 roku niektórzy ekonomiści krytycznie oceniali gorączkę spekulacyjną na rynkach finansowych. Brytyjski minister finansów Philip Snowden 2 października stwierdził, że Amerykanie oddają się „orgii spekulacyjnej”, wzmianka ta była szeroko cytowana w amerykańskiej prasie i zdaniem niektórych przyczyniła się do wybuchu paniki. Tego samego dnia wypowiedział się sekretarz skarbu USA Andrew Mellon, który również skrytykował inwestorów giełdowych twierdząc, że są zbyt optymistyczni i naiwnie zakładają, że ceny akcji będą rosły w nieskończoność. Następnego dnia po tych wzmiankach indeksy giełdowe w USA znacząco spadły. Przez pierwszą połowę października kursy wielu znanych spółek nieznacznie spadały. 23 października całkowita kapitalizacja rynku akcji w USA spadła aż o 4,6%, dzień później miał miejsce tzw. czarny czwartek, nastąpił krach, indeks akcji Dow Jones spadł aż o 11%. Na kolejnych sesjach giełdowych indeksy giełdowe kontynuowały spadki, w czarny wtorek indeks stracił 12%. Spadki na giełdach trwały aż trzy lata. Indeks Dow Jones spadł z poziomu 300 punktów 23 października 1929 do 41 punktów w czerwcu 1932, czyli stracił 90% wartości.
Załamanie na giełdzie pociągnęło za sobą kryzys finansowy i kryzys zaufania, inwestorzy niechętnie podejmowali się nowych inwestycji i gromadzili gotówkę. To spowodowało załamanie na rynkach europejskich, które były mocno uzależnione od napływów kapitału z USA.

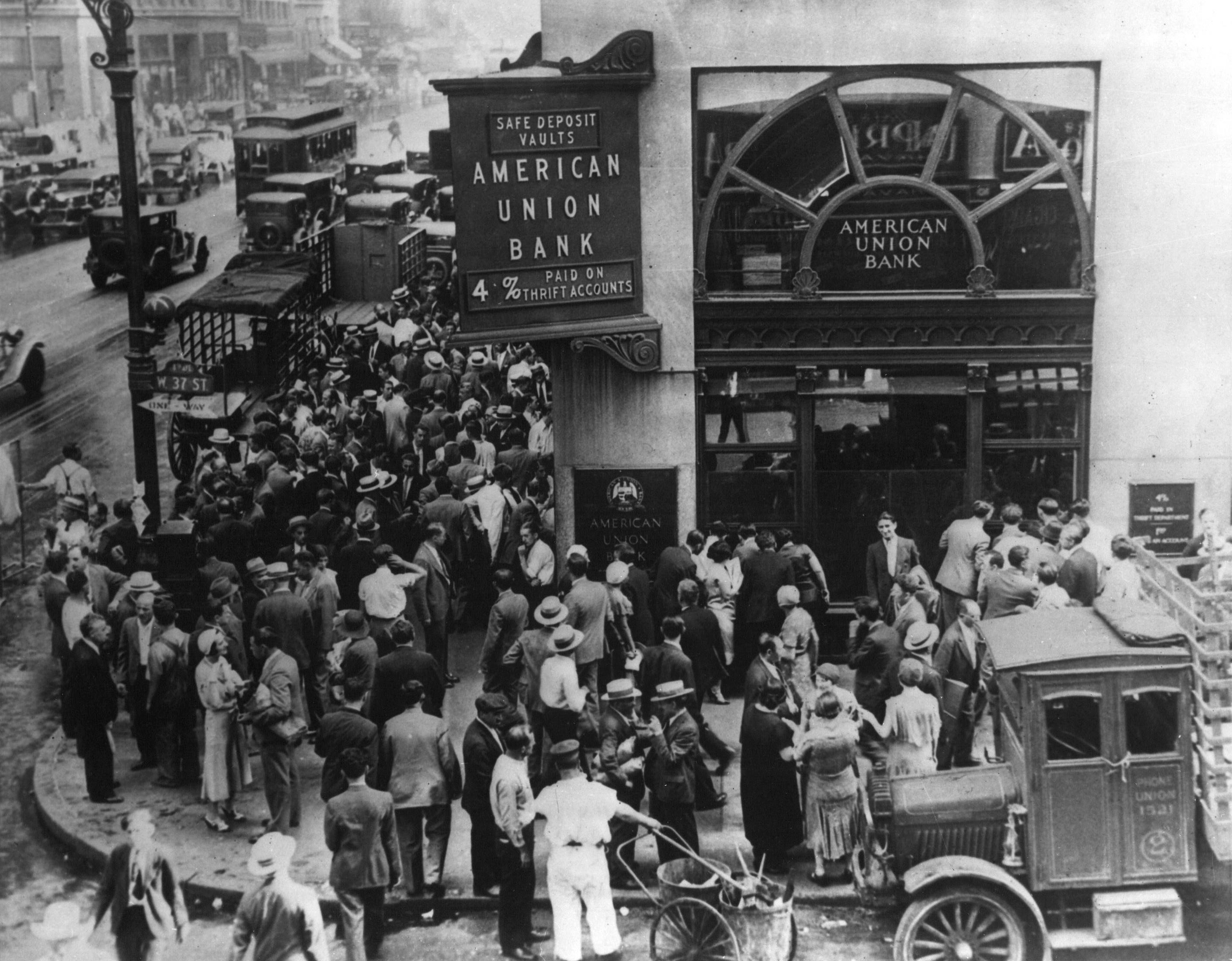
Tłum w nowojorskim American Union Bank w trakcie bankructwa na początku Wielkiego Kryzysu

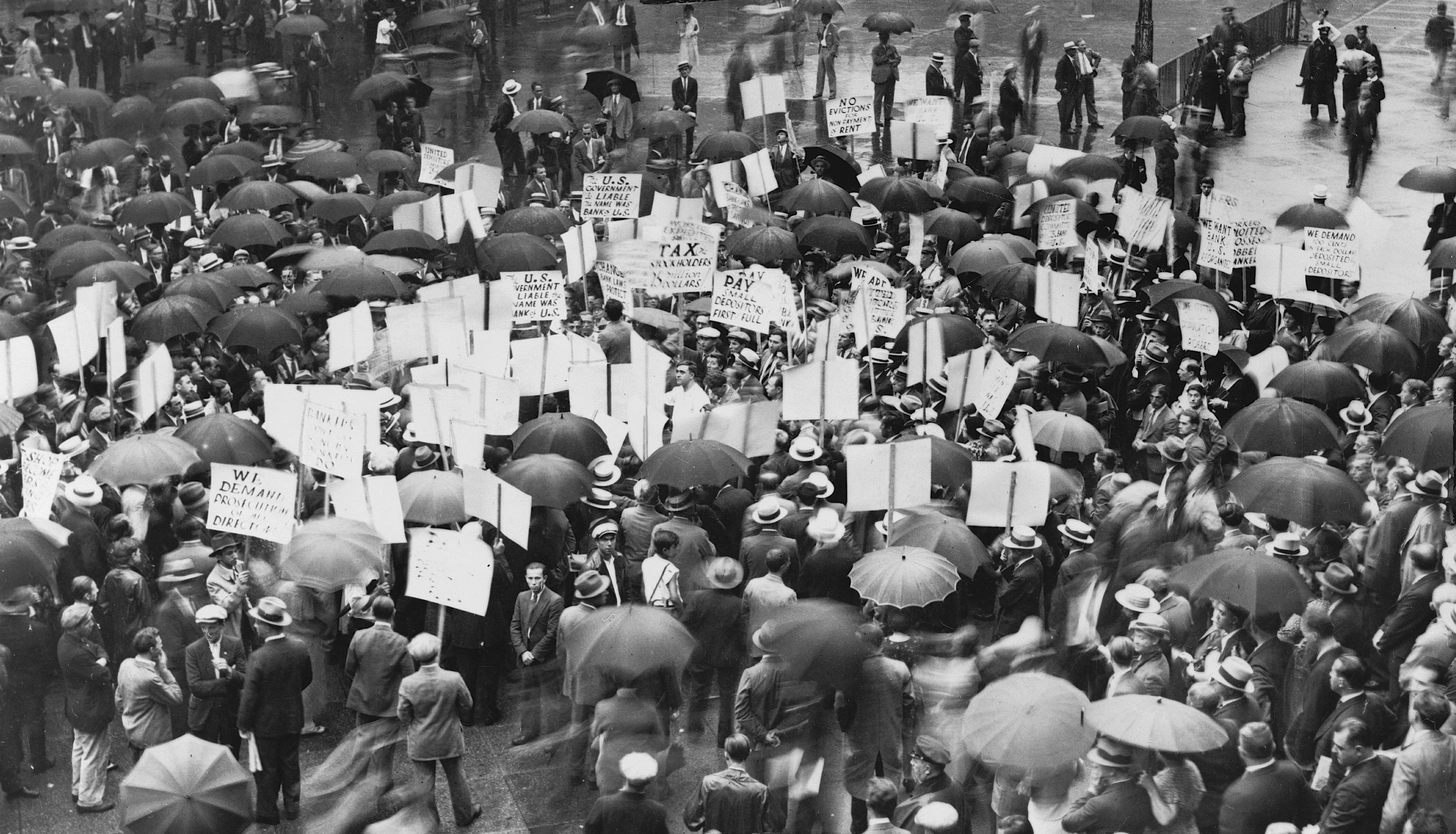
Tłumy przed Bank of United States w Nowym Jorku po jego upadku w 1931 r.

## Przebieg kryzysu na świecie

### Stany Zjednoczone
W Stanach Zjednoczonych krach na giełdzie spowodował ograniczenie akcji kredytowej przez banki. To z kolei spowodowało drastyczny spadek konsumpcji. Spadek konsumpcji pociągnął za sobą spadek cen (deflacja), co doprowadziło do fali bankructw przedsiębiorstw. Bankrutujące przedsiębiorstwa nie były w stanie spłacać swoich długów, co w dalszym ciągu ograniczało podaż pieniądza. Kryzys katastrofalnie wpływał na sytuację finansową banków, w latach 1929–1932 upadło 20% wszystkich amerykańskich banków.
W latach 1929–1933 roczny PKB kraju spadł o 45%, z czego 26% to spadek produkcji, a 19% spadek cen. Drastycznie spadły inwestycje, jeśli przyjąć wskaźnik inwestycji za 100 w 1929 roku, to w 1932 roku wynosił zaledwie 16.
Szczególnie dotkliwy dla większości ludzi był drastyczny wzrost bezrobocia (z poniżej 5% w 1929 roku do 30% w 1932 roku). Aż 1/4 Amerykanów cierpiała na niedostatek żywności.
Administracja prezydenta Herberta Hoovera początkowo nie podejmowała żadnych działań dla przeciwdziałania kryzysowi. Hoover uznawał, że zbyt duża pomoc rządu sprawiłaby, że Stany Zjednoczone popadną w socjalizm i kolektywizm. Podobne poglądy głosił Sekretarz Skarbu Andrew Mellon, który zapewniał, że kryzys jest zjawiskiem naturalnym i przejściowym. Mellon koncentrował się przede wszystkim na zapewnieniu zrównoważonego budżetu, bez deficytu, w warunkach kryzysu oznaczało to podwyżki podatków i obniżki świadczeń. W 1930 roku Hoover zdecydował się podjąć pewne działania, było to wprowadzenie restrykcyjnych ceł na import do USA. Cła uderzyły mocno w Europę, import do USA spadł z 4,4 mld dolarów w 1929 roku do 3,1 mld w 1930. Cła na niektóre towary wzrosły nawet o 50%. W odpowiedzi na amerykańskie cła kraje europejskie również wprowadziły restrykcje na amerykański import, w konsekwencji spadła wartość eksportu z USA do Europy.

### Polska
W Polsce kryzys był mocno odczuwalny, w latach 1929–1935 polski produkt krajowy zmniejszył się o 52%. Jednak interwencjonizm państwowy wprowadzono na szerszą skalę dopiero w 1935 po śmierci Józefa Piłsudskiego, kiedy to Eugeniusz Kwiatkowski został wicepremierem odpowiedzialnym za gospodarkę. Co prawda Kwiatkowski był już uprzednio ministrem przemysłu i handlu w latach 1926–1930, ale ze względu na jego nieortodoksyjne („etatystyczne”) poglądy został on w latach 1931–1935 odsunięty na „boczny tor” (na stosunkowo podrzędne stanowisko dyrektora Państwowych Fabryk Związków Azotowych w Chorzowie i Mościcach koło Tarnowa). Do 1935 polityka gospodarcza Polski polegała głównie na utrzymywaniu wymienialności złotego na złoto po wysokim (przedkryzysowym) parytecie. Powodowało to, zgodnie z opinią ekonomistów, malejącą konkurencyjność polskich wyrobów za granicą, pogłębioną dewaluację walut w innych krajach. Innym skutkiem było zmniejszanie podaży pieniądza w miarę spadku produkcji (PKB), co powodowało dalsze tendencje deflacyjne, pogłębiające jeszcze bardziej kryzys na skutek spadku popytu. Podczas deflacji konsumenci oczekują dalszych obniżek cen, więc wstrzymują się z zakupami, powodując tym samym dalsze ograniczenie podaży i PKB oraz wyższe bezrobocie. Podczas gdy Polska dbała głównie o silną walutę, Niemcy hitlerowskie i ZSRR, gdzie wprowadzono wcześniej etatyzm (w ZSRR w jego skrajnej postaci tzw. socjalistycznej gospodarki planowej), rozbudowywały szybko swój przemysł i silnie się zbroiły.

## Teorie cykli koniunkturalnych

### Szkoła austriacka
Carl Menger, jeden z głównych przedstawicieli szkoły austriackiej uważał, że cykle koniunkturalne nie są nierozerwalnie związane z kapitalistyczną gospodarką wolnorynkową, i że są one jedynie i wyłącznie skutkiem interwencji państwa w podaż pieniądza. Ekonomiści tej szkoły, tacy jak Ludwig von Mises, wskazują na rolę stóp procentowych jako ceny kapitału w kierowaniu decyzjami inwestycyjnymi. Kanonicznej dla szkoły austriackiej analizy kryzysu dokonał Murray Rothbard w książce Wielki kryzys w Ameryce.
Według niektórych ekonomistów podejście takie jest niezgodne z praktyką biznesu, który podejmując decyzje inwestycyjne, kieruje się nie tyle bieżącymi stopami procentowymi, a wysokością spodziewanych zysków. Przedstawiciele szkoły austriackiej twierdzą, że argument ten nie ma znaczenia, ponieważ gracze rynkowi nigdy nie posiadają doskonałej wiedzy, w związku z czym nie mogą zasadniczo w racjonalny sposób przewidzieć zmian stóp procentowych, a co za tym idzie (według postulatów tej szkoły ekonomicznej) cyklicznych zmian w gospodarce, które one powodują przez odkształcenie struktury alokacji kapitału. Co więcej, typową praktykę biznesu stanowi korzystanie z kalkulacji wartości bieżącej netto do alokowania kapitału, w której wartość inwestycji jest z perspektywy przedsiębiorcy zależna od stóp procentowych.

### Keynesizm

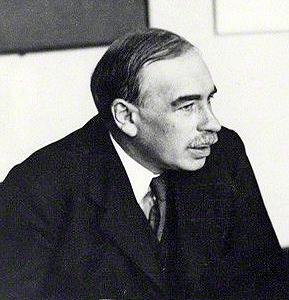
John Maynard Keynes, twórca keynesizmu

Innego zdania co do cykli koniunkturalnych jest keynesizm, którego zwolennicy uważają, że jeśli gospodarka znajduje się w stanie recesji (kryzysu), to operuje na poziomie niepełnego zatrudnienia. Wtedy interwencja państwa ma sens i odpowiednio przeprowadzona powinna doprowadzić do zwiększenia PKB oraz zatrudnienia, to jest do likwidacji cyklicznego (koniunkturalnego) bezrobocia, nawet za cenę podwyżki podatków i zwiększenia deficytu co ogranicza inwestycje sektora prywatnego.

### Automatyczne stabilizatory
Według Keynesa w prawidłowo zarządzanej gospodarce istnieją tzw. automatyczne stabilizatory, które powodują, iż dochody są bardziej stabilne niż PKB, a więc tym samym moderują wpływ cykli koniunkturalnych, zarówno w fazie wzrostu gospodarczego (niedopuszczenie do „przegrzania” gospodarki), jak i w fazie recesji (niedopuszczenie do sytuacji, w której recesja przechodzi w depresję – patrz cykl koniunkturalny). Do tych automatycznych stabilizatorów zalicza się:
1. Progresywny podatek od wynagrodzeń:
powoduje on wolniejsze zmiany w dochodzie (dokładnie dochodzie będącym do dyspozycji) niż zmiany w PKB, poprzez automatyczne „przechodzenie” podatników do wyższych stawek podatku (podczas fazy wzrostu) bądź też niższych (podczas recesji). Tak więc progresywny podatek od wynagrodzeń działa „wbrew kierunkowi cyklu koniunkturalnego” (ang. countercyclical), moderując tym samym jego przebieg.
2. Podatek od zysków osiąganych przez spółki:
działa on podobnie jak progresywny podatek od wynagrodzeń, jako iż zyski spółek zmieniają się szybciej niż PKB. Podczas fazy wzrostu gospodarki owe zyski rosną szybciej niż PKB, a podczas recesji spadają szybciej niż PKB. Tak więc podatek od tych zysków rośnie szybko w fazie ekspansji gospodarki, pozwalając tym samym na zmniejszenie deficytu budżetu i jednocześnie zwalniając tempo wzrostu PKB (tzw. ang. fiscal drag, czyli „fiskalne zwolnienie” wzrostu gospodarczego). Z kolei podczas fazy recesji wpływy budżetu państwa z tego tytułu szybko maleją, przez co rośnie deficyt budżetu (albo maleje jego nadwyżka), co zmusza rząd do prowadzenia ekspansywnej polityki gospodarczej, wiodącej (przynajmniej w teorii) do przezwyciężenia recesji.
3. Zasiłki dla bezrobotnych:
stymulują one gospodarkę podczas fazy recesji (stabilizując popyt poprzez stabilizację dochodów ludności), a podczas fazy wzrostu, kiedy na skutek zwiększonego zatrudnienia rząd wypłaca ich mniej, zwalniają one niejako tempo wzrostu dochodów ludności, zapobiegając tym samym przegrzaniu gospodarki. Jednocześnie powodują one wzrost deficytu budżetu podczas fazy recesji, zmuszając tym samym rząd do podjęcia ekspansywnej polityki fiskalnej, a podczas fazy wzrostu zmniejszają one deficyt budżetu (albo zwiększają jego nadwyżkę), powodując tym samym bardziej restryktywną politykę fiskalną, niedopuszczającą do „przegrzania” gospodarki.

### Marksizm
Szkoła marksowska uważa za Karolem Marksem, iż cykle koniunkturalne są zjawiskiem, które musi zachodzić w wolnorynkowej (to jest czysto kapitalistycznej) gospodarce ze względu na skłonność kapitalistów do nadinwestowania (w celu maksymalizacji zysków) przy jednoczesnym ograniczaniu płac realnych, a więc przy ograniczaniu popytu. Stąd nadmiernie zwiększona (w celu maksymalizacji zysku) produkcja nie może znaleźć zbytu, co jest początkiem kryzysu. Kiedy kapitaliści zaakceptują, iż zwiększona produkcja nie znajduje zbytu, to zmniejszają oni produkcję, pogłębiając jednocześnie kryzys. Wyjście z kryzysu następuje dopiero na skutek zwiększonych inwestycji, ale z opóźnieniem, jako iż park maszynowy (ogólnie środki produkcji) jest wymieniany dopiero po jego zupełnym zużyciu (fizycznym bądź moralnym).
Teoria marksowska nie uwzględnia jednak naturalnych procesów rynkowych i konkurencji między podmiotami. Ważną rolę w krytyce tego podejścia odgrywa prawo Saya, które mówi, że podaż w wolnej gospodarce zawsze równa się popytowi, a więc niemożliwe jest wytworzenie się ujemnego sprzężenia zwrotnego.

### Michał Kalecki
Michał Kalecki uważał, iż we współczesnym kapitalizmie rządy nie mogą sobie pozwolić na tolerowanie wysokiego bezrobocia. Kalecki obarczał winą za recesje rządy: miały one być spowodowane naciskiem ze strony kapitału, upatrującym w niskim bezrobociu, a więc i relatywnie wysokich płacach realnych, przyczyny niskiego zysku. Jednakże wyższe bezrobocie i niższe płace realne oznaczały w praktyce niższy popyt (ang. aggregate demand), a więc i recesję.

### Keynesizm a szkoły neoliberalna i monetarna
Neoklasyczny i monetarny liberalizm nie zgadzają się z Keynesem, szczególnie jeśli chodzi o zdolność państwa (rządu) do kierowania gospodarką w taki sposób, aby uniknąć cyklicznych kryzysów, a nawet aby tylko osłabić ich negatywne skutki („złagodzić ich przebieg”). Przykładowo tacy laureaci Nagrody Nobla w dziedzinie ekonomii jak Milton Friedman oraz Edmund Phelps uważają, iż krzywa Phillipsa ma w dłuższym czasie postać linii pionowej, czyli że w dłuższym czasie zwiększona inflacja nie wpłynie na spadek bezrobocia, które na skutek manipulacji ze zwiększonym popytem wróci do jego „naturalnego” poziomu, ale przy wyższym poziomie cen. Jednakże ich argumentacja oparta jest głównie na analizie stagflacji, to jest jednoczesnej wysokiej inflacji i wysokiego bezrobocia z początku lat 70. Stagflacja z początku lat 70. wywołana została przez inflacyjne (to jest na kredyt) finansowanie wojny w Wietnamie (a dopuszczanie istnienia deficytu w celu zwiększenia inwestycji publicznej jest zdaniem Keynesa dopuszczalne) i kolejne kryzysy („szoki”) energetyczne (spowodowane poparciem Zachodu dla Izraela) oraz próbą przegrzania gospodarki (zwiększenia popytu, zatrudnienia oraz PKB w sytuacji, gdy PKB był niemożliwy do zwiększenia w krótkim czasie, gdyż gospodarka USA pracowała wówczas „pełną parą”). Taka próba zwiększenia PKB w fazie ekspansji musiała skończyć się więc wysoką inflacją przy niezmienionym realnym PKB (to jest PKB liczonym w cenach stałych) i zwiększeniem stopy bezrobocia.

## Podobieństwa względem sytuacji w 2008 roku
Wielu historyków i ekonomistów podjęło się badania podobieństw między wielkim kryzysem i załamaniem gospodarki globalnej z 2007 roku. Przykładowo John Paul Rossi, historyk z The Behrend College, filii Pennsylvania State University, uważa, że sytuacja z XXI wieku była efektem powtórzenia błędów, które doprowadziły do załamania z lat 20. XX wieku.
Ekonomiści szkoły austriackiej tacy jak Peter Schiff wskazują, że mechanizmy powstania kryzysu były analogiczne do tych z lat 20. Poprzez zwiększanie się podaży pieniądza rosły bańki spekulacyjne na rynku, najpierw NASDAQ, potem rynek nieruchomości subprime, następnie ze względu na niemożność dalszych stymulacji (kłopoty z monetyzacją długu, wspieraniem akcji kredytowej przy i tak bliskich zeru stopach procentowych) sytuacja musiała się pogorszyć. Twierdzą, że kolejne rundy pompowania pieniędzy w rynek (Quantitative Easing), które zgodnie z polityką keynesowską powinny pomóc gospodarce, w dłuższym okresie mogą jej jedynie zaszkodzić.
Barry Eichengreen, a w ślad za nim Stefan Kawalec i Ernest Pytlarczyk porównują kryzys w strefie euro do wielkiego kryzysu, a samo euro do wymienialności walut na złoto (standard złota), co pogłębiło i przedłużyło kryzys. Kraje, które przeprowadziły dewaluację waluty poradziły sobie znacznie lepiej.